# Gustav Adámek
Gustav Adámek (23. října 1848 Ledeč nad Sázavou – 21. září 1905 Praha) byl rakouský a český podnikatel a politik české národnosti, na konci 19. století poslanec Říšské rady.

## Biografie
Profesí byl velkoobchodníkem, publicistou a politikem. Publikoval práce v oboru financí a politiky. Působil jako ředitel Městské spořitelny v Praze. V jejím ředitelství zasedal v letech 1887–1898, přičemž v období let 1894–1898 zastával funkci ředitele. Zastával rovněž funkci předsedy České zajišťovací banky a nového obchodního grémia. Patřil mu velkostatek Čelina u Dobříše.
Byl aktivní v politickém životě. Zasedal v sboru obecních starších města Prahy. Byl poslancem Českého zemského sněmu. Byl sem zvolen v prosinci 1897 v doplňovacích volbách v městské kurii, obvod Slaný, Louny, Rakovník, Velvary. Volba byla potvrzena a poslanecký slib vykonán v lednu 1898. Rezignoval roku 1899. Zdůvodnil to jinými povinnostmi, které mu neumožňují účastnit se všech schůzí sněmu. Ve veřejném dopise voličům zároveň odmítl jako nespravedlivé tiskové zprávy, které jeho ojedinělé absence označovaly za trestuhodnou nedbalost.
Na konci 19. století se zapojil i do celostátní politiky. Ve volbách do Říšské rady roku 1897 získal mandát v Říšské radě (celostátní zákonodárný sbor) za kurii městskou, obvod Slaný, Louny, Kladno, Nové Strašecí atd. Rezignaci na mandát oznámil na schůzi 4. prosince 1899. Do parlamentu pak místo něj nastoupil Jaromír Čelakovský. Důvody k rezignaci a její načasování byly stejné jako v případě složení mandátu na zemském sněmu. K roku 1897 se profesně uvádí jako obchodník a statkář.
Jeho manželka, rozená Frommová, byla pěvkyní Národního divadla v Praze. Zesnul v září 1905, když byl při podvečerní procházce v Královské oboře raněn mrtvicí a po krátké chvíli zemřel. Pohřeb se konal od kostela svatého Jindřicha v Praze na Olšanské hřbitovy.
Jeho bratrem byl advokát a politik Karel Adámek (1843–1914).